# Xiāo’áo
Xiāo’áo (chinois : 霄敖), (??? - 758 av. J.C) est le seizième  Vicomte de Chu. Il règne entre l'an 763 et l'an 758 av. J.C, soit au début de la Période des Printemps et Automnes  de l'histoire de la Chine. 
Son nom de naissance est Xiong Kan (chinois traditionnel : 熊坎), Xiāo’áo étant son nom posthume.
Xiao'ao  succède à son père Ruo'ao, qui meurt en l'an 764 av. J.C. Il règne sur le Chu pendant 6 ans et à sa mort, c'est son fils ainé Fenmao qui devient le nouveau vicomte.